# واتر ولی (تگزاس)
واتر ولی، تگزاس(به انگلیسی: Water Valley, Texas) شهری در ایالت تگزاس از ایالات جنوبی ایالات متحده آمریکا است.

## جستارهای ویژه
- فهرست شهرهای تگزاس